# Tournugeois
Le Tournugeois (ou Pays de Tournus) est une région naturelle du département de Saône-et-Loire, située entre le Chalonnais au nord, le Haut-Mâconnais au sud et la Bresse à l'est.
Cette micro-région du nord du Mâconnais et du Val de Saône a comme ville principale la ville de Tournus, point de contact entre le Mâconnais et le Chalonnais, à la limite entre les parlers d'oïl et le francoprovencal.

## Géographie

### Situation et description
Le Tournugeois – qui correspond approximativement aux limites de l'ancien canton de Tournus – présente plusieurs aspects :
- à l'ouest (secteur de Brancion) : les monts du Mâconnais, dont les pentes – souvent couvertes de vignes – se présentent en paliers jusqu'à la crête (le point culminant, au niveau de la roche d'Aujoux à Étrigny, voisine avec les 500 mètres d'altitude) ;
- à l'est (secteur de Lacrost) : les prémices de la Bresse, avec des paysages moins ondulés et composés de vastes étendues de champs et des espaces naturels peu habités, ce qui a pu donner lieu à la création d'espaces naturels telle que la réserve naturelle nationale de La Truchère-Ratenelle, situé en bordure de Saône.

### Géologie
Au sud de Tournus, la petite région du Tournugeois est très vallonnée et présente des sols bruns calcaires et calciques. Issus du Jurassique moyen, ces sols sont par endroits entremêlés de rendzine. Associés à une exposition et une altitude favorables, ces terres ont été travaillées et entretenues par les viticulteurs donnant ainsi naissance aux vignobles du Mâconnais.

## Histoire
Au XIIe siècle, les seigneuries de Brancion et d'Uxelles sont unies et composent un ensemble homogène que contrôlent les deux châteaux principaux que sont Brancion et Uxelles, complété par ceux de Boutavant et Nanton. La cité de Tournus est quant à elle liée à son abbaye et devint un centre religieux important.
Au début de la Révolution, le Tournugeois, à l'instar du Mâconnais dans son ensemble, fut frappé par un vaste mouvement de révolte populaire, pendant le phénomène dit « de la Grande Peur » (fin juillet 1789). Le soulèvement, dit « des Brigands », débuta à Igé et s'étendit rapidement, se propageant entre Tournus, Cluny et Mâcon, et donnant lieu, notamment, à l'incendie de plusieurs châteaux, en particulier ceux de Lugny et de Senozan.
La communauté de communes du Tournugeois (Tournus) créée le 28 décembre 2001 a fusionné avec la communauté de communes du Mâconnais - Val de Saône créée le 30 novembre 1993 (Lugny) pour former la communauté de communes Mâconnais-Tournugeois le 1er janvier 2017.

## Lieux du Tournugeois

### Monuments historiques

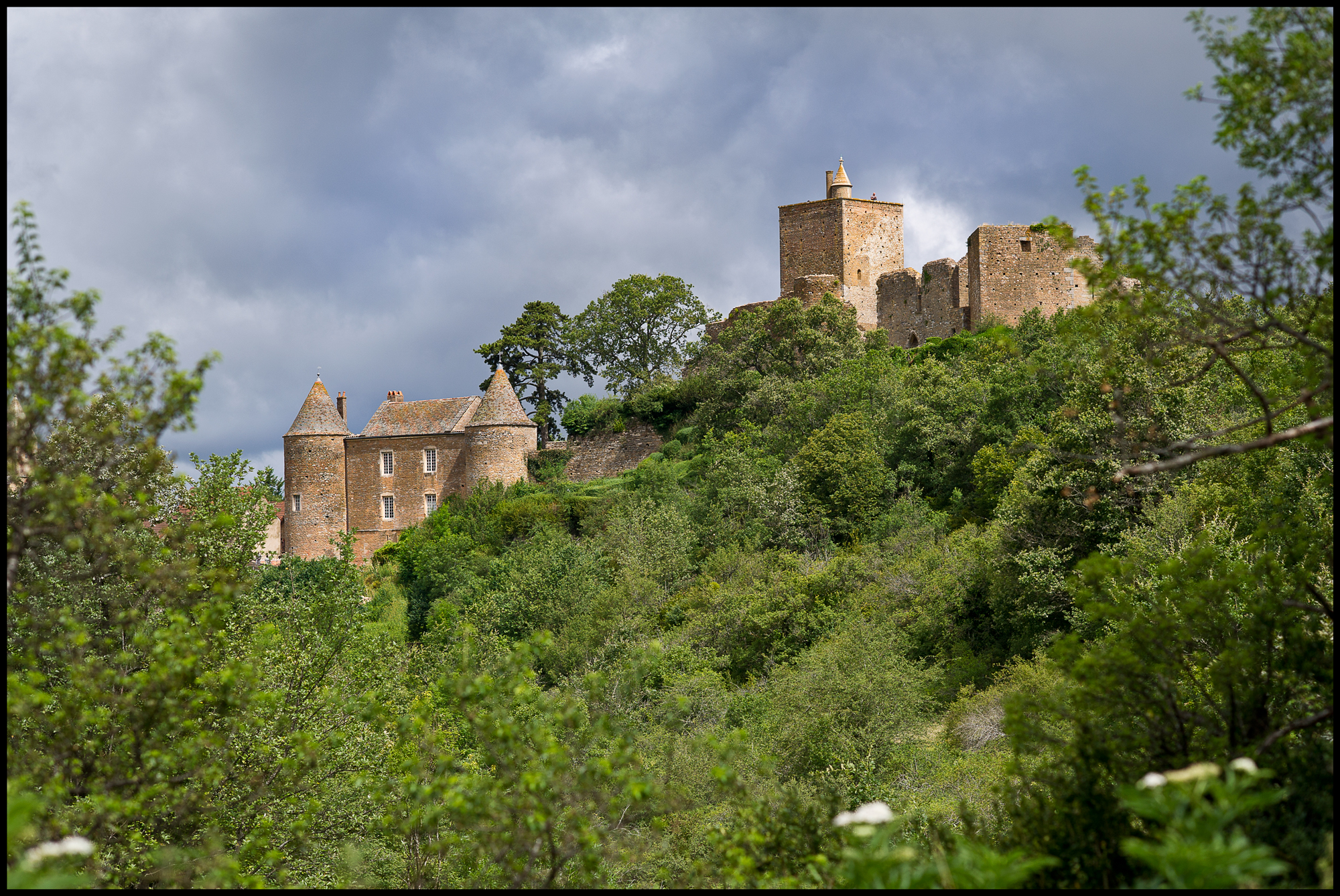
Le château de Brancion.

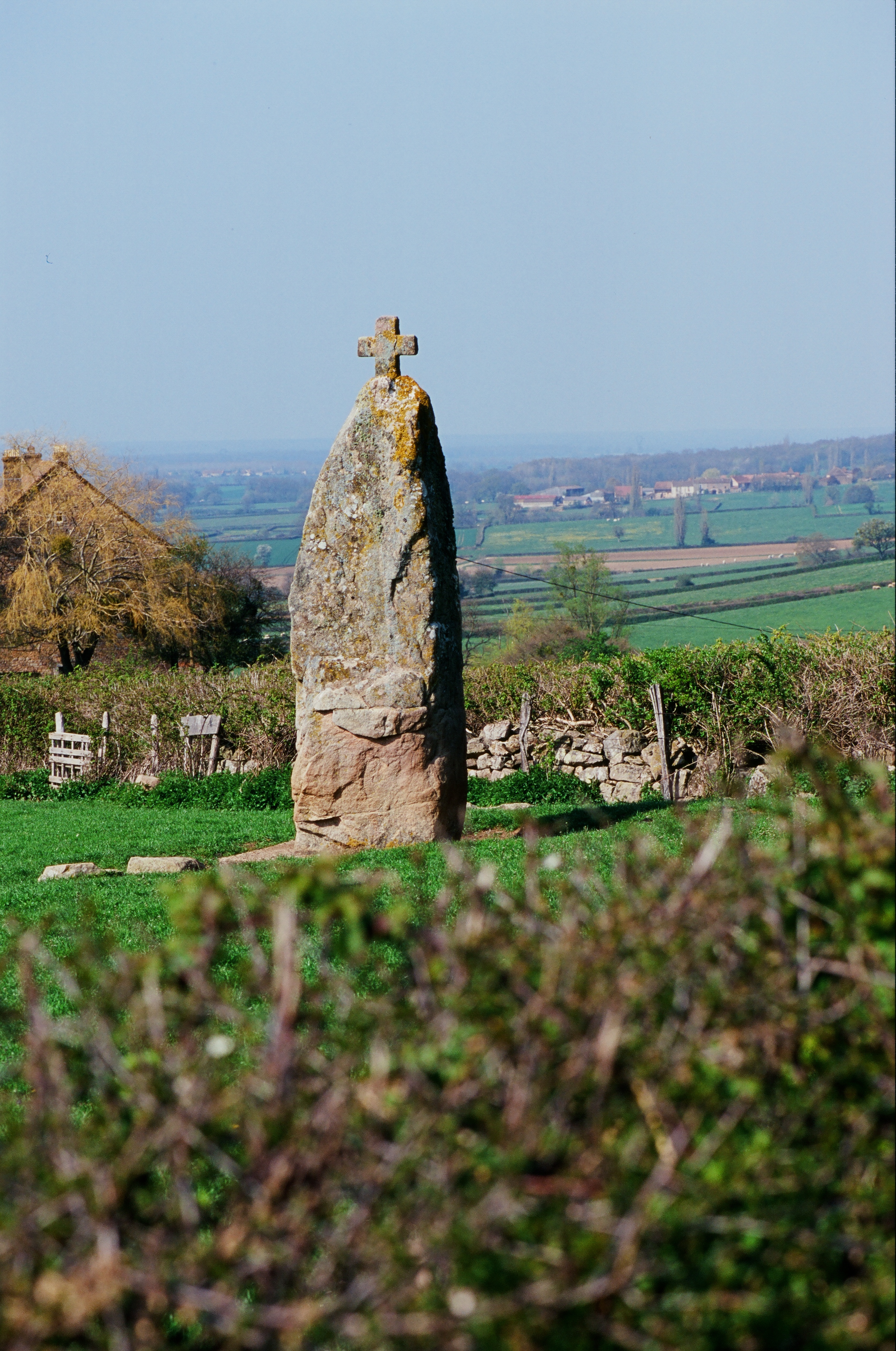
La pierre levée du champ de la Fa, à La Chapelle-sous-Brancion.

Parmi les lieux les plus emblématiques du Tournugeois (limité à l'ancienne communauté de communes du Tournugeois), classés ou inscrits au titre des Monuments historiques, figurent notamment :
- l'abbaye Saint-Philibert de Tournus (abbaye romane) ;
- le calvaire de La Truchère ;
- le château de Brancion (site médiéval) ;
- le château de Nobles, du XIIe siècle, à La Chapelle-sous-Brancion ;
- le château de Grenod ;
- l'église Notre-Dame de la Chapelle-sous-Brancion, du XIIe siècle ;
- l'église Saint-Pierre de Brancion, du XIIe siècle et la croix de Brancion ;
- l'église Saint-Barthélémy de Farges-lès-Mâcon ;
- l'église Notre-Dame de Préty ;
- l'église Saint-Gervais-et-Saint-Protais d'Ozenay, situé à Ozenay ;
- l'église Sainte-Madeleine de Tournus, du XIIe siècle ;
- l'église Saint-Valérien de Tournus, également du XIIe siècle ;
- l'église Saint-Pierre d'Uchizy, construite dans le dernier quart du XIe siècle ;
- l'hôtel-Dieu de Tournus (dont les locaux abritent le musée Greuze) ;
- la nécropole des Près-de-l'Eau, datant de l'âge du bronze, à Lacrost ;
- la pierre Levée du champ de la Fa, à La Chapelle-sous-Brancion.

### Autres monuments
- les cadoles :

ces cabanes en pierres sèches qui datent de la grande période d'extension de la vigne au XVIIIe siècle sont typiques des régions viticoles dont le Tournugeois fait partie. Certaines sont encore visibles le long de la RD56 qui relie Tournus à Lugny.
- la Fontaine à chagrin de Lacrost[6].

## Label

Le Tournugeois appartient au Pays d'art et d'histoire « Entre Cluny et Tournus » créé en 2010.

Les communes du Tournugeois, avec celles du Clunisois, du Haut-Mâconnais (autour de Lugny) et des environs de Saint-Gengoux-le-National, appartiennent à un territoire labellisé : le pays d'art et d'histoire « Entre Cluny et Tournus », créé en 2010 et renouvelé en 2019 par le Conseil national des villes et pays d'art et d'histoire.